# Haedanula subinermis
Haedanula subinermis is een spinnensoort in de taxonomische indeling van de krabspinnen (Thomisidae).
Het dier behoort tot het geslacht Haedanula. De wetenschappelijke naam van de soort werd voor het eerst geldig gepubliceerd in 1941 door Lodovico di Caporiacco.